# یایمیل مدینه
یایمیل مدینه (انگلیسی: Yaimil Medina؛ زادهٔ ۲۴ ژوئیهٔ ۱۹۹۹) بازیکن فوتبال اهل ونزوئلا است که در پست وینگر راست برای باشگاه اسپانیایی آلباسته بالومپیه بازی می‌کند.